# Mikó Imre (jogász)
Mikó Imre, álnevei: Könyves Tóth László 1944 előtt; Farkas Sándor, Miklós István 1955 után (Bánffyhunyad, 1911. március 27. – Kolozsvár, 1977. március 21.) magyar jog- és államtudományi író, műfordító, író. Mikó Lőrinc apja.

## Életútja
A kolozsvári Unitárius Kollégiumban érettségizett (1929), a kolozsvári I. Ferdinánd Egyetemen jogi doktorátust szerzett (1934), a Bolyai Tudományegyetemen orosz nyelv- és irodalomból államvizsgázott (1954). Mint egyetemi hallgató az Erdélyi Fiatalok főmunkatársa, cikkeit közölte a Keresztény Magvető, az Erdélyi Múzeum, a Keleti Újság, Magyar Kisebbség. Ösztöndíjasként a nemzetközi jogot tanulmányozta Párizsban (1934–36). 1937 elején szerkesztette a lugosi Magyar Kisebbség Kisebbségi Jogélet című mellékletét.
Politikai pályáját az OMP bukaresti irodájában kezdte. 1937-ben országgyűlési képviselővé választották Udvarhely megyében, de a parlamenten kívüli Goga-kormány kinevezése folytán nem kapott igazolást. Ügyvédi irodát nyitott Kolozsvárt. A királyi diktatúra alatt a Magyar Népközösség bukaresti jogvédő irodájának főtitkára (1939–40), a bécsi döntések után az Erdélyi Párt országgyűlési képviselője és vezetőségi tagja.
A kisebbségi jogvédelmet szolgálta, s mint az új nemzedék szószólója mindenkor kapcsolatot tartott fenn a demokratikus értelmiségi körökkel és a baloldallal. Fiatalon tagja volt Antal Márk marxista szemináriumának, álnéven Gaál Gábor Korunkjának munkatársa, támogatta a vásárhelyi találkozó programját, nyílt levélváltásban az illegalitásban élő Józsa Bélával állást foglalt a munkásság mellett (1943) és csatlakozott az antifasiszta ellenálláshoz (1944).
A Kolozsvárról 1944 őszén elhurcolt magyar polgári személyek között került szovjet fogságba, ahol megtanulta az orosz nyelvet, s 1948-ban hazatérve egykori iskolájának orosz nyelvtanára lett. A tanügyből a magyarországi 1956-os forradalom leverését követő erőszakhullám idején távolították el. Állásától megfosztva évekig a megyei könyvterjesztő vállalatnál rakodó, majd üzleti alkalmazott volt.
Az 1960-as években közírói tevékenységét újrakezdi. Az Unitárius Egyház főgondnokaként 1968-ban megszervezte az egyházalapítás 400. évfordulójának nemzetközi megünneplését Kolozsvárt. 1970 és 1976 között nyugdíjba vonulásáig a Kriterion Könyvkiadó lektora. Németországi és észak-amerikai körútján a romániai magyar irodalmat ismertette (1971, 1973). A Téka sorozat és a Romániai magyar irodalmi lexikon (RMIL) szerkesztője, tankönyvíró.

## Munkássága
Balogh Artúr és Jakabffy Elemér kisebbségtudományi munkásságát folytatva már első könyvében (Az erdélyi falu és a nemzetiségi kérdés) helyszíni szociográfiai tanulságokra építi a kisebbségi kérdés tanulmányozásának módszereit (1932), a székely közületi kulturális önkormányzat problémájáról ír tanulmányt (1934), párizsi élményeit Erdélytől Európáig c. alatt összegezte (1935), majd Huszonkét év c. munkájában az erdélyi magyarság politikai történetét írta meg 1918. december 1-jétől 1940. augusztus 30-ig tárgyilagos pontossággal (1941).
A Kolozsvárra visszaköltözött Ferenc József Tudományegyetem jogi karának magántanára, Nemzetiségi jog és nemzetiségi politika című hatalmas művében tárta fel másfél évszázad magyar politikai történetét (1944). Bár nemzetiségtudományi tárgykörétől a következő évtizedekben elszakították életkörülményei, az 1960-as évek közepétől kezdve új erővel folytatta a kisebbségi jog tanulmányozását.
Jogász a közéletben c. alatt a Korunkban (1972/10) leszögezi: „A jogász nem vált fölöslegessé közéletünkben. [...] Az egyenjogúság adta alkotmányos lehetőségeket is meg kell ismertetni nemzetiségi dolgozóink minél szélesebb köreivel. A jogtudat így hozzájárul a nemzetiségi tudat erősítéséhez; tudatossá teszi, hogy van lehetőség sajátszerűségünk megőrzésére a sokszínű állami egység keretei között.” Egy posztumusz tanulmánygyűjteménye (Változatok egy témára) a Korunk, A Hét, Utunk, Neue Literatur hasábjain 1965 és 1974 közt megjelent írásait foglalja össze.
A közéletből való kiszoríttatás éveiben jelentkezett a műfordítás területén – többnyire álnéven – régi és új orosz és francia szerzők írásainak magyarra fordításával (1955–62). A közéletbe visszatérve nemcsak a jogtudományi munka kapta vissza tudós szerzőjét, hanem a történelmi személyiségrajz is gazdagodott írásaival. Ezek közül kitűnt a Honpolgárok és világpolgárok tíz esszéje a reneszánsz és a felvilágosodás olasz, angol, francia, orosz jeleseiről (Machiavelli, Morus Tamás, Montesquieu, Rousseau, Ragyiscsev) és az erdélyi „változatok”-ról (Gheorghe Șincai, Bölöni Farkas Sándor, Stephan Ludwig Roth, Brassai Sámuel, Vichentie Babeș). Mestereire és kortársaira emlékezik Akik előttem jártak c. kötetében (1976).
Az általa kedvelt történelmi személyiségrajz regényes szépirodalmi formát öltött a kolozsvári Unitárius Kollégium két jelesének megjelenítésével. A bércre esett fa (1969) Bölöni Farkas Sándor életregénye az Erdővidéktől Kolozsvárig, onnan Amerikáig és vissza, Az utolsó erdélyi polihisztor (1971) pedig száz dokumentumot és történetet közöl a híres iskolának nevet adó Brassai Sámuelról. Ez a „Brassai-montázs, Brassai-breviárium, mozaikkövekből összerakott Brassai-portré” már eredeti műfajánál fogva is újra népszerűvé tette a régi Kolozsvár jellegzetes tudós-alakját.
A befejezetlenül maradt utolsó mű, A csendes Petőfi utca (1978) c. posztumusz családi krónika az író számára az otthont jelképező kolozsvári utca hely- és korrajzával ugyancsak a tudományos témák mögött mindig is rejlő szépírói érzékenység művészi minőségét varázsolja elő. Ugyanez tette oly népszerűvé Petőfi Erdélyben című (Dávid Gyulával közös) könyvét, amelyben a költő erdélyi időzésének a szabadságharcra eső heteit-hónapjait eleveníti meg, az itt született Petőfi-versekre és kortársak vallomásaira-visszaemlékezéseire építve.

## Emlékezete
Róla nevezték el a Kolozsváron működő Mikó Imre Jog- és Közgazdaságtudományi Szakkollégiumot. A Magyar Unitárius Egyház nevezetes tagjai között tartja számon.

## Kötetei
- Az erdélyi falu és a nemzetiségi kérdés (Kolozsvár, 1932)
- A székely közületi kulturális önkormányzat (Lugos 1934)
- Erdélytől Európáig (Debrecen, 1935)
- Huszonkét év (Bp. 1941, új kiadása Európai Protestáns Magyar Szabadegyetem, Bern-München, 1987; Bp. 1992)
- A törvényhozói összeférhetetlenség. (Kolozsvár, 1942, Erdélyi Tudományos Füzetek 138.)
- A magyar államnyelv kérdése a magyar országgyűlés elött 1790-1825. (Kolozsvár, 1943, Erdélyi Tudományos Füzetek 154.)
- Nemzetiségi jog és nemzetiségi politika (Kolozsvár, 1944); Honpolgárok és világpolgárok (tíz esszé, 1967)
- A bércre esett fa (Bölöni Farkas Sándor életregénye, 1969)
- Orbán Balázs nyomdokain (Beke Györggyel és Fodor Sándorral, 1969)
- Az utolsó erdélyi polihisztor (száz dokumentum és történet Brassai Sámuelről, 1971)
- Petőfi Erdélyben (Dávid Gyulával, 1972)
- Akik előttem jártak (1976)
- A csendes Petőfi utca (emlékirat, Balogh Edgár utószavával, Kolozsvár, 1978)
- Változatok egy témára (tanulmányok, Gáll Ernő bevezetőjével, 1981)

## Műfordításai
- Fegyin: Városok és évek (Kv. és Bp. 1955)
- Tyeveljov: "Szemünk fénye, Verhovina..." (1955)
- Szerafimovics: A Presznya negyed (1955)
- Bubennov: Halhatatlanság (1956)
- Roman Kim: A hirosimai lány (1956)
- Rousseau: A társadalmi szerződés (1956)
- Kozsevnyikov: A hajnal elébe (1957)
- Lácisz: Az elveszett haza (1957)
- Kun: Az ókori Görögország legendái és mítoszai (1960)
- Gyeborin: A második világháború jellegéről (1962)